# 岩元達一

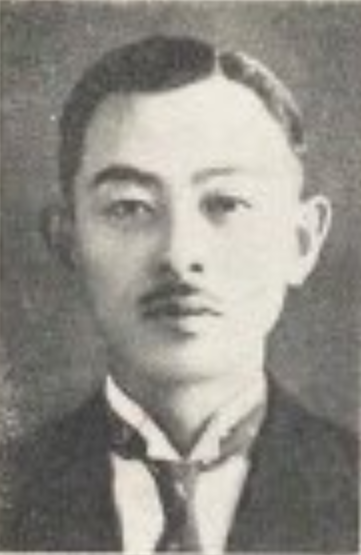
岩元達一

岩元 達一（いわもと たついち、1909年（明治42年）9月1日 - 1982年（昭和57年）6月23日）は、日本の実業家、政治家。山形屋会長、貴族院多額納税者議員。

## 経歴
鹿児島県鹿児島市で、実業家・岩元善蔵（岩元信兵衛弟）の三男として生まれ、伯父・信兵衛の養嗣子となり、山形屋の6代目を継承した。第一鹿児島中学校（現鹿児島県立鶴丸高等学校）を経て、1934年（昭和9年）慶應義塾大学法学部を卒業した。その後、東京銀座の松屋に入社し、デパート経営を経験した。
1935年（昭和10年）山形屋の取締役に就任し、1943年（昭和18年）会長となる。その他、田辺鉄工所監査役、新生工業副社長、日本瓦斯取締役、小牧組取締役などを務めた。
1939年（昭和14年）9月29日に貴族院多額納税者議員に任じられ、研究会に属して活動し、1947年（昭和22年）5月2日の貴族院廃止まで在任した。
1969年（昭和44年）県財界などの支持を受け鹿児島空港ビルディング社長に就任し、1980年（昭和55年）同会長となった。その他、鹿児島商工会議所特別顧問、鹿児島県経済同友会終身幹事などを歴任した。
1982年6月、腎不全のため鹿児島市立病院で死去した。

## 親族
- 兄 岩元修一（山形屋社長）[4]